# Пиноккио. Правдивая история
«Пино́ккио: Правди́вая исто́рия» — российский компьютерный фэнтезийный анимационный фильм 2021 года режиссёра Василия Ровенского, спродюсированный компаниями Licensing Brands и Luminescence Kft при поддержке Национального фонда кино. Фильм основан на книге Карло Коллоди «Приключения Пиноккио» и её литературной обработке «Золотой ключик, или Приключения Буратино» Алексея Толстого.
Премьера в России состоялась 17 февраля 2022 года.

## Сюжет
Мастер Джеппетто создал деревянную куклу по имени Пиноккио, которая может говорить и двигаться как человек. Юный Пиноккио сбегает из дома гениального мастера, чтобы посмотреть мир, и прибивается к странствующему цирку под руководством коварного сеньора Манджафоко. Сделав говорящую куклу Пиноккио гвоздем цирковой программы, он собирает в каждом городе полные залы, а в это время его помощники Кот и Лис обчищают дома горожан. Но Пиноккио и понятия не имеет об этом. Он влюбляется в юную воздушную гимнастку Беллу, приёмную дочь Манджафоко. Однако у Пиноккио нет шансов добиться взаимности, ведь он кукла, а не человек. Старый клоун Фантоцци советует Пиноккио отправиться к колдунье Люсильде, которая знает, как ему помочь.

## Роли озвучивали
| Персонаж         | Озвучивание        | Английский дубляж        | Английский дубляж |
| Персонаж         | Озвучивание        | Британский международный | Перезапись в США  |
| ---------------- | ------------------ | ------------------------ | ----------------- |
| Пиноккио         | Филипп Лебедев     | Джордан Уорсли           | Поли Шор          |
| Тибальт          | Диомид Виноградов  | Даниил Медведев          | Джон Хидер        |
| Джеппетто        | Антон Эльдаров     | Джонатан Салуэй          | Том Кенни         |
| Белла            | Элиза Мартиросова  | Лиза Климова             | Лиза Климова      |
| Бриони           | Диомид Виноградов  | Дэвид Гроут              | Дэвид Гроут       |
| Манджафоко       | Дмитрий Иосифов    | Бернард Якобсен          | Бернард Якобсен   |
| Кот              | Диомид Виноградов  | Андрей Курганов          | Андрей Курганов   |
| Лис              | Александр Гаврилин | Стивен Охнер             | Стивен Охнер      |
| Фантоцци         | Алексей Войтюк     | Эндрю Винн               | Эндрю Винн        |
| Попугай Каро     | Диомид Виноградов  | Стивен Охнер             | Стивен Охнер      |
| Люсильда         | Ирина Киреева      | Кейт Лейн                | Кейт Лейн         |
| Братья Болоньезе | Диомид Виноградов  | —                        | —                 |
| Карбонара        | Диомид Виноградов  | —                        | —                 |
| Полицейский      | Виталий Лойко      | —                        | —                 |

## Критика
Мультфильм получил неоднозначные отзывы. На сайте КиноПоиск мультфильм имеет оценку 6.8 из 10.
Американская организация Common Sense Media отметила: «Здесь также достаточно юмора и интриги, чтобы взрослые в зале смогли вытерпеть ещё одну историю о Пиноккио. Хотя в фильме есть уроки следования за своей мечтой и заступничества за друзей, они не так очевидны, как в других детских фильмах. В фильме много хлебных крошек, которые собираются вместе в счастливом финале (таком, что зрители могут захотеть начать смотреть заново [фильм])».

## В культуре
Американский дубляж мультфильма стал своеобразным интернет-мемом. Трейлер, опубликованный 26 января 2022 года, быстро привлёк внимание пользователей Сети благодаря «манерному» голосу Пиноккио. Самого персонажа озвучил американский актёр Поли Шор. В интервью Rolling Stone Шор отметил, что хотел сделать персонажа смешнее. Трейлер стал вирусным благодаря классическим протяжным гласным актёра и саркастичному голосу в сочетании с бодрым Пиноккио. Конкретно одна из первых строк «Father, where can I leave to be on my own? I've got the whole world to see» (в русском варианте — «Папа, а когда мне можно будет уехать куда-нибудь? Мне хочется посмотреть мир, познакомиться с другими людьми») стала самым известным примером голоса персонажа. Пользователи и ряд СМИ увидели в герое воплощение стереотипного образа гея или дрэг-квин и запустили своеобразный тренд с реакциями на озвучку, в шутку предполагая, что Пиноккио прошёл «яссификацию» (сильная ретушь изображения через Yassify Bot). Впоследствии мемы также появились и в Рунете. Мем известен в том числе под условным названием «Яссификация Пиноккио».
Мем, среди прочего, получил широкое распространение в TikTok и в Твиттере. К тренду в TikTok подключился официальный аккаунт Lionsgate, студии, занимавшейся американским дубляжом мультфильма, опубликовавший ролик с подписью «Яссификация #пиноккио».